# تی تک
تیتک TITEC، روستایی از توابع بخش مرکزی شهرستان طوالش در استان گیلان ایران است که امروزه دیگر بخشی از شهر تالش (هشتپر) به حساب می‌آید.

## جمعیت
این روستا در دهستان ساحلی جوکندان قرار دارد و براساس سرشماری مرکز آمار ایران در سال ۱۳۸۵، جمعیت آن ۱٬۰۲۲ نفر (۲۴۶خانوار) بوده‌است.